# Michael Tilly
Michael Tilly (Berlino, 16 novembre 1963) è un teologo, ebraista e biblista tedesco.
È professore di Nuovo Testamento e giudaismo antico presso la Facoltà teologica protestante dell'Università Eberhard Karls di Tubinga, nonché direttore dell'Istituto per il giudaismo antico e la storia religiosa dell'età ellenistica. Dal 2016 al 2019 è stato preside della Facoltà di teologia protestante di Tubinga. 
I suoi libri specialistici, i saggi e gli articoli di enciclopedia vertono principalmente su argomenti esegetici giudaici e biblici, sulla Septuaginta, sulla Tosefta, sulla trasmissione delle Sacre Scritture nell'antico giudaismo e nel primo cristianesimo, sull'etica dei primi cristiani e l'antisemitismo passato e presente. Ha scritto circ 70 articoli per il Biographisch-Bibliographisches Kirchenlexikon.

## Biografia
Dal 1982 al 1989 Michael Tilly ha studiato teologia protestante all'Università di Magonza e Heidelberg, divenendo attivo nel VDSt Königsberg-Mainz nel semestre estivo del 1983. Nel '93 ha conseguito il dottorato in neotestamentaria a Magonza con una dissertazione sulla figura di Giovani il Battista nei Vangeli sinottici, lavorando come assistente ricercatore dal 1991 al 1997, e poi come assistente di ricerca presso il Dipartimento di ebraistica fino al 2001. Nel 2001 ha conseguito l'abilitazione al'insegnamento universitario in studi ebraici con una tesi sulla designazione di Gerusalemme come "ombelico del mondo" nella letteratura rabbinica tradizionale. In seguito, ha insegnato presso l'Università pedagogica di Schwäbisch Gmünd e presso l'Università di Coblenza-Landau a Coblenza nel 2001/2002.
Dal 2002 al 2012 è stato docente universitario presso il Seminario di studi ebraici di Magonza. Ha insegnato presso la Facoltà teologica dell'Università Friedrich Schiller di Jena nel 2002, presso il Dipartimento di teologia protestante dell'Università della Saarland di Saarbrücken nel 2003, presso l'Università delle Chiese di Wuppertal nel 2006 e presso l'Anno teologico studentesco di Gerusalemme nel 2007, 2012, 2014 e 2021.
Il 1° aprile 2012 Tilly ha accettato una cattedra di livello W3 di Nuovo Testamento e giudaismo antico presso la Facoltà teologica protestante dell'Università di Tubinga. Nel giugno 2012 è stato nominato ricercatore associato presso il Dipartimento di studi sul Nuovo Testamento dell'Università di Pretoria (in Sudafrica) e nel luglio 2016 è stato nominato membro a pieno titolo della Società del Palatinato per il progresso della scienza. Dal 2016 al 2019 è stato preside della Facoltà di teologia protestante di Tubinga.
Tilly è il curatore della collana Rabbinische Texte. Dal 2016 è membro del comitato editoriale della collana Wissenschaftliche Monographien zum Alten und Neuen Testament e della rivista Kerygma und Dogma. Dal 2017 è condirettore della rivista Theologische Rundschau per gli studi sul Nuovo Testamento e le sue discipline. Dall'agosto 2018 è membro del Minerva Scholarship Committee della Max Planck Society. 
Dal 2019 è coeditore della collana Encounters between Judaism and Christianity e, dal 2023, è membro del comitato editoriale della rivista Marriage, Families and Spirituality. Inoltre, è membro della Società Biblica Tedesca.

## Pubblicazioni (selezione)
- als Hrsg. mit Wolfgang Kraus, Jan Raithel und Axel Töllner: Das Neue Testament jüdisch erklärt – in der Diskussion, Deutsche Bibelgesellschaft, Stuttgart 2023, ISBN 978-3-438-05506-4.
- als Hrsg. mit Loren T. Stuckenbruck und Beth Langstaff: The Lord’s Prayer: Origins, Significance, and Reception (= Wissenschaftliche Untersuchungen zum Neuen Testament.  Band 490), Mohr Siebeck, Tübingen 2022, ISBN 978-3-16-161440-8.
- als Hrsg. mit Ulrich Mell: »Der 1. Thessalonicherbrief im Kontext der frühen Völkermission des Paulus« (= Wissenschaftliche Untersuchungen zum Neuen Testament. Band 479), Mohr Siebeck, Tübingen 2022, ISBN 978-3-16-160690-8.
- als Hrsg. mit Wolfgang Kraus und Axel Töllner: Das Neue Testament – jüdisch erklärt, Deutsche Bibelgesellschaft, Stuttgart 2021, ISBN 978-3-438-03384-0.
- als Hrsg. mit Burton Visotzky: »Judaism I: History« (= Religionen der Menschheit. Band 27,1), Verlag W. Kohlhammer, Stuttgart 2021, ISBN 978-3-17-032579-1.
- als Hrsg. mit Burton Visotzky: »Judaism II: Literature« (= Religionen der Menschheit. Band 27,2), Verlag W. Kohlhammer, Stuttgart 2021, ISBN 978-3-17-032583-8.
- als Hrsg. mit Burton Visotzky: »Judaism III: Culture and Modernity« (= Religionen der Menschheit. Band 27,3), Verlag W. Kohlhammer, Stuttgart 2020, ISBN 978-3-17-032588-3.
- als Hrsg. mit Ulrich Mell: »Gegenspieler. Zur Auseinandersetzung mit dem Gegner in frühjüdischer und urchristlicher Literatur« (= Wissenschaftliche Untersuchungen zum Neuen Testament. Band 428), Mohr Siebeck, Tübingen 2019, ISBN 978-3-16-156096-5.
- als Hrsg. mit Loren T. Stuckenbruck und Beth Langstaff: »Make Disciples of All Nations« (= Wissenschaftliche Untersuchungen zum Neuen Testament. 2. Reihe, Band 482), Mohr Siebeck, Tübingen 2019, ISBN 978-3-16-156673-8.
- als Hrsg. mit Friedrich Avemarie, Predrag Bucovec und Stefan Krauter: Die Makkabäer (= Wissenschaftliche Untersuchungen zum Neuen Testament. Band 382), Mohr Siebeck, Tübingen 2017, ISBN 978-3-16-153861-2.
- als Hrsg. mit Matthias Morgenstern und Volker Henning Drecoll: L'adversaire de Dieu – Der Widersacher Gottes. 6. Symposium Strasbourg, Tübingen, Uppsala. 27.-29. Juni 2013 in Tübingen (= Wissenschaftliche Untersuchungen zum Neuen Testament. Band 364), Mohr Siebeck, Tübingen 2016, ISBN 978-3-16-154236-7.
- als Hrsg. mit Lothar Triebel: Notwendige Begegnungen. Judentum und Christentum von der Antike bis zur Gegenwart – Beiträge aus Wissenschaft, Synagoge und Kirche. Textbuch zum 25jährigen Jubiläum der Erweiterung des Grundartikels der Kirchenordnung der Ev. Kirche in Hessen und Nassau, Verlag der Hessischen Kirchengeschichtlichen Vereinigung, Darmstadt 2016, ISBN 978-3-931849-46-7.
- mit Wolfgang Oswald: Geschichte Israels. Von den Anfängen bis zum 3. Jahrhundert n. Chr. Wissenschaftliche Buchgesellschaft, Darmstadt 2016, ISBN 978-3-534-26805-4.
- 1 Makkabäer (= Herders Theologischer Kommentar zum Alten Testament). Herder, Freiburg im Breisgau 2015, ISBN 978-3-451-26822-9.
- mit Günter Mayer: Lebensform und Lebensnorm im Antiken Judentum. Untersuchungen zur jüdischen Religionssoziologie und Theologie in hellenistisch-römischer Zeit (= Deuterocanonical and cognate literature studies. Band 30). Walter de Gruyter, Berlin/Boston 2015, ISBN 978-3-11-041590-2.
- als Hrsg. mit Luke Neubert: Der eine Gott und die Völker in eschatologischer Perspektive. Studien zur Inklusion und Exklusion im biblischen Monotheismus (= Biblisch-Theologische Studien. Band 137). Neukirchener Theologie, Neukirchen-Vluyn 2013, ISBN 978-3-7887-2679-9.
- Geschichte und Tradition. Aufsätze zum antiken Judentum und zum jüdischen Erbe des frühen Christentums (= Arbeiten zur neutestamentlichen Theologie und Zeitgeschichte. Band 12). Institut Kirche und Judentum, Berlin 2012, ISBN 978-3-938435-05-2.
- Apokalyptik (= UTB Profile. Band 3651). Francke, Tübingen/Basel 2012, ISBN 978-3-8252-3651-9.
- mit Wolfgang Zwickel: Religionsgeschichte Israels. Von der Vorzeit bis zu den Anfängen des Christentums. Wissenschaftliche Buchgesellschaft, Darmstadt 2011 (2., durchgesehene Auflage 2015), ISBN 978-3-534-25718-8.
- als Hrsg. mit Karin Finsterbusch: Verstehen, was man liest. Zur Unverzichtbarkeit historisch-kritischer Bibellektüre, Göttingen 2010, ISBN 978-3-525-58012-7.
- Das Judentum. marixverlag, Wiesbaden 2007, ISBN 978-3-8438-0219-2 (2., überarbeitete Auflage 2008; 3., überarbeitete und ergänzte Auflage 2010; 4., überarbeitete und ergänzte Auflage 2012; 5., überarbeitete und ergänzte Auflage 2013; 6., korrigierte und ergänzte Auflage 2015; 7., korrigierte und ergänzte Auflage 2018).
- Einführung in die Septuaginta. Wissenschaftliche Buchgesellschaft, Darmstadt 2005, ISBN 978-3-534-70908-3.
- Tosefta Moed katan. Übersetzung und Erklärung (= Rabbinische Texte. 1. Reihe, Band II 5). Verlag W. Kohlhammer, Stuttgart 2004, ISBN 3-17-018125-4.
- Jerusalem – Nabel der Welt. Überlieferung und Funktionen von Heiligtumstraditionen im antiken Judentum. Verlag W. Kohlhammer, Stuttgart 2002, ISBN 3-17-017265-4 (zugleich Habilitationsschrift, Universität Mainz 2001).
- So lebten Jesu Zeitgenossen. Alltag und Frömmigkeit im antiken Judentum. Matthias-Grünewald-Verlag, Mainz 1997, ISBN 3-7867-2030-4 (2., überarbeitete Auflage im Calwer Verlag, Stuttgart 2008, ISBN 978-3-7668-4062-2).
- Johannes der Täufer und die Biographie der Propheten. Die synoptische Täuferüberlieferung und das jüdische Prophetenbild zur Zeit des Täufers (= Beiträge zur Wissenschaft vom Alten und Neuen Testament. Band 137). Verlag W. Kohlhammer, Stuttgart 1994, ISBN 3-17-013180-X (zugleich Dissertation, Universität Mainz 1993)